# Dongxiao, Fujian
Dongxiao (kinesiska: 东肖)  är ett stadsdelsdistrikt i sydöstra Kina. Det ligger i stadsdistriktet Xinluo i staden Longyan i provinsen Fujian, omkring 260 kilometer sydväst om provinshuvudstaden Fuzhou. Antalet invånare är 38 512. Befolkningen består av 17 815 kvinnor och 20 697 män. Barn under 15 år utgör 10,0 %, vuxna 15-64 år 82 %, och äldre över 65 år 7,0 %.